# Lahden Reipas
Lahden Reipas – fiński klub piłkarski z siedzibą w mieście Lahti.

## Osiągnięcia
- Mistrz Finlandii (3): 1963, 1967, 1970
- Puchar Finlandii (7): 1964, 1972, 1973, 1974, 1975, 1976, 1978

## Historia
W 1891 roku w Wyborgu powstał klub Viipurin Reipas. Po przeniesieniu się z Wyborga (miasto na skutek przegranej przez Finów wojny zimowej stało się częścią ZSRR) do Lahti w 1945 roku klub zmienił nazwę na Lahden Reipas. W 1996 roku Reipas połączył się z klubem FC Kuusysi i utworzył nowy klub – FC Lahti.

## Europejskie puchary
Legenda do wszystkich tabel:
- Q – runda eliminacyjna, 1/16, 1/8, 1/4, 1/2 – odpowiednia faza rozgrywek, Grupa – runda grupowa, 1r gr – pierwsza runda grupowa, 2r gr – druga runda grupowa, F – finał, R – runda, PO – play-off
- k. – rzuty karne, los. – losowanie, Dogr. – dogrywka, w. – zasada bramek strzelonych na wyjeździe

| Sezon   | Rozgrywki                 | Runda | Klub               | Dom  | Wyjazd | Ogólnie |
| ------- | ------------------------- | ----- | ------------------ | ---- | ------ | ------- |
| 1964/65 | Puchar Europy             | 1R    | Lyn Fotball        | 2–1  | 0–3    | 2–4     |
| 1965/66 | Puchar Zdobywców Pucharów | 1R    | Budapest Honvéd FC | 2–10 | 0–6    | 2–16    |
| 1968/69 | Puchar Europy             | 1R    | Floriana FC        | 2–0  | 1–1    | 3–1     |
| 1968/69 | Puchar Europy             | 2R    | Spartak Trnawa     | 1–9  | 1–7    | 2–16    |
| 1971/72 | Puchar Europy             | 1R    | Grasshopper Club   | 1–1  | 0–8    | 1–9     |
| 1973/74 | Puchar Zdobywców Pucharów | 1R    | Olympique Lyon     | 0–0  | 0–2    | 0–2     |
| 1974/75 | Puchar Zdobywców Pucharów | 1R    | Sliema Wanderers   | 4–1  | 0–2    | 4–3     |
| 1974/75 | Puchar Zdobywców Pucharów | 2R    | Malmö FF           | 0–0  | 1–3    | 1–3     |
| 1975/76 | Puchar Zdobywców Pucharów | 1R    | West Ham United    | 2–2  | 0–3    | 2–5     |
| 1976/77 | Puchar Zdobywców Pucharów | 1R    | Lewski Sofia       | 1–7  | 2–12   | 3–19    |
| 1977/78 | Puchar Zdobywców Pucharów | 1R    | Hamburg            | 2–5  | 1–8    | 3–13    |
| 1979/80 | Puchar Zdobywców Pucharów | 1Q    | Aris Bonnevoie     | 0–1  | 0–1    | 0–2     |